# Tropodiaptomus chauhani
Tropodiaptomus chauhani is een eenoogkreeftjessoort uit de familie van de Diaptomidae. De wetenschappelijke naam van de soort is voor het eerst geldig gepubliceerd in 1984 door Roy.